# Lonchaea alexanderi
Lonchaea alexanderi är en tvåvingeart som beskrevs av Brethes 1922. Lonchaea alexanderi ingår i släktet Lonchaea och familjen stjärtflugor. Inga underarter finns listade i Catalogue of Life.